# The Only Son (film 1914)
The Only Son è un film del 1914 diretto da Oscar Apfel, Cecil B. DeMille, William C. deMille e Thomas N. Heffron. Prodotto dalla Jesse L. Lasky Feature Play Company, il film venne distribuito nelle sale dalla Famous Players-Lasky Corporation il 15 giugno 1914. La storia è tratta dall'omonimo lavoro teatrale di Winchell Smith che debuttò al Gaiety Theatre di Broadway il 6 ottobre 1911.
Il film segna l'esordio cinematografico nella regia di William de Mille, fratello di Cecil B. DeMille e noto commediografo della scena teatrale di New York. Fonti contemporanea accreditano Clara Beranger come sceneggiatrice.

## Trama
L'invenzione di un sistema che previene la collisione tra due treni porta a Thomas Brainerd, il suo inventore, indubbi benefici: l'ingegnere può, con i proventi che gliene derivano, lasciare il Colorado e trasferirsi con tutta la famiglia a New York, in uno dei suoi quartieri più eleganti, prendendo possesso di un appartamento sulla Quinta Strada. Il nuovo stile di vita influisce negativamente sui comportamenti della famiglia Brainerd: il figlio si trasforma in un buono a nulla, la figlia diventa - frequentando la buona società - una farfallina, la moglie se la intende con un pittore. Quando quest'ultimo viene ucciso da un marito geloso, alcune lettere di Brainerd vengono ritrovate tra le carte della vittima. E l'ingegnere diventa oggetto di ricatto. Credendo così che la moglie sia un'adultera, Brainerd la caccia da casa insieme al figlio.
Il giovanotto, alle prese con i problemi della vita, mette la testa a posto e, in società con un inventore, Henry Thompson, mette a punto un sistema ferroviario che supera quello del padre. Il vecchio Brainerd cerca di mettere le mani sopra la nuova invenzione ma, alla fine, si riconcilia con suo figlio e con sua moglie.

## Produzione
Il film fu prodotto dalla Jesse L. Lasky Feature Play Company.

## Distribuzione
Il copyright del film, richiesto dalla Jesse L. Lasky Feature Play Co., fu registrato il 20 giugno 1914 con il numero LU2890.

Distribuito dalla Famous Players-Lasky Corporation, il film uscì nelle sale cinematografiche statunitensi il 15 giugno 1914.
Non si conoscono copie ancora esistenti della pellicola che viene considerata presumibilmente perduta.